# Paulo Silva
Paulo de Tarso Tavares Silva, mais conhecido como Paulo Silva, (Parnaíba, 4 de janeiro de 1957) é um político brasileiro que foi deputado federal pelo Piauí.

## Dados biográficos
Filho de Alberto Tavares Silva e Florisa de Melo Tavares Silva, foi professor de Matemática e Física até ingressar na Universidade Federal do Ceará onde foi aluno de Direito e Engenharia Civil, cursos que não concluiu, pois se elegeu deputado estadual e não obteve transferência para o Piaui. Posteriormente formou-se em sociologia pela Universidade Estadual do Ceará e dirigiu os jornais Tribuna do Povo (alvo de um ataque à bomba, na época da Regime Militar de 1964) e Jornal do Piauí.
Após militar no PP, ingressou no PMDB sendo eleito deputado estadual em 1982 e deputado federal em 1986, foi um dos fundadores do PSDB em 1988. Participante da constituinte de 1988, relatou a Lei do Software. No mesmo período, foi vice-líder do PSDB na Câmara dos Deputados ao tempo em que Mário Covas era o líder no Senado Federal. Reeleito deputado federal em 1990, votou pelo impeachment de Fernando Collor em 1992. Nas eleições de 1994 disputou mais um mandato na Câmara dos Deputados tendo seu pai como adversário na disputa já que ambos compunham a mesma coligação; ao final o pai foi eleito e o filho ficou na suplência. Suplente de deputado federal pelo PPS em 1998, foi secretário de Meio Ambiente no segundo governo Mão Santa e se manteve à frente do cargo nos primeiros dias do segundo governo Hugo Napoleão.
Foi coordenador da Coordenadoria Parlamentar da Agência Nacional do Petróleo.